# Norman Piper
Norman John Piper (North Tawton, 8 gennaio 1948) è un ex calciatore inglese, di ruolo centrocampista.

## Carriera

### Giocatore
Dopo aver giocato per una stagione nelle giovanili del Plymouth esordisce in prima squadra (e più in generale tra i professionisti) nel 1965, all'età di 17 anni. Rimane in squadra per complessive cinque stagioni, le prime tre in seconda divisione e le successive due in terza divisione; nell'arco del lustro trascorso ai Pilgrims totalizza complessivamente 215 presenze e 35 reti in incontri di campionato.
Nell'estate del 1970 si trasferisce per 50000 sterline al Portsmouth, club di seconda divisione: gioca in totale per sette stagioni nel club, sei in seconda divisione ed una, la 1976-1977, in terza divisione, per un totale di 313 presenze e 51 reti in partite di campionato. Va poi a giocare negli Stati Uniti, nella NASL, ai Ft. Lauderdale Strikers: nell'arco di un biennio realizza complessivamente 7 reti in 41 partite; torna poi in patria, dove trascorre la stagione 1978-1979 con i semiprofessionisti dello Yeovil Town. Si ritrasferisce quindi negli Stati Uniti, questa volta per giocare nei Columbus Magic.
In carriera ha totalizzato complessivamente 528 presenze ed 86 reti nei campionati della Football League, tutte fra seconda e terza divisione.

### Allenatore
Tra il 1985 ed il 1988 ha lavorato come vice dei Wichita Wings, mentre dal 1989 al 1990 ha allenato i Wichita Blue.